# Roy Peter Link
Roy Peter Link (ou Roy Peter Marino) né le 9 juin 1982 à Ahaus est un acteur allemand.

## Biographie
Roy grandit à Ahaus. Il a un frère Sven âgé de 18 ans. À 20 ans, il quitte la région de Münsterland et part à Cologne pour y exercer des petits boulots: mannequin, serveur. C'est la qu'il rencontre son ami de longue date Reza Homam. Sans avoir suivi de formation d'acteur il réussit à décrocher le rôle de Jochen dans Bravo TV. S'ensuivent les rôles de Ron Steiger  dans Marienhof et de Gabriel dans Schulmädchen. Il tourne également plusieurs court métrage. En 2005, il interprète pendant plusieurs mois le rôle de Alexander Aschenberg dans la série Unter Uns. Du 6 novembre 2006 au 12 juin 2008 on a pu le voir dans le rôle de Hans-Karl „Hacki“ von Attendorn dans la série Roten Rosen.
Sur le tournage de Roten Rosen il a rencontré l'actrice Nadine Arents avec qui il entretient une relation depuis 2008.
Du 25 août 2008 au 3 mars 2010, il jouait le rôle de Jonas Broda au côté de Jeanette Biedermann dans la série Anna und die Liebe. Et sera de retour dans la série à la fin de l'automne, pour reprendre son rôle, au côté de Jeanette. Tous deux ont signé pour 250 nouveaux épisodes, et incarneront les rôles principaux de la troisième saison de la série à succès.

## Filmographie
- 2000: Glasshaus (Court métrage)
- 2001: Schulhof (Court métrage)
- 2003: Bravo TV, Rôle: Jochen (ZDF)
- 2004: Marienhof, Rôle: Ron Steiger (Das Erste)
- 2004: Schulmädchen, Rôle: Gabriel (RTL)
- 2005: Ahornallee, Rôle: Stefan Winterberg (Pilot)
- 2005: Unter Uns, Rôle: Alexander Aschenberg (RTL)
- 2006: Don't talk about me, Rôle: Ludvich (Pilot)
- 2006–2008: Rote Rosen, Rôle: Hacki von Attendorn (Das Erste)
- 2008–2009: Anna und die Liebe, Rôle: Jonas Broda (Sat.1 / ORF1)
- 2010 : Anna und die Liebe, Rôle : Jonas Broda (Sat.1 / ORF1)
- 2010 : La Princesse et le Jardinier